# Saint-Michel (Hérault)
Saint-Michel è un comune francese di 57 abitanti situato nel dipartimento dell'Hérault nella regione dell'Occitania.

## Società

### Evoluzione demografica
Abitanti censiti